# Pedro González de Castejón

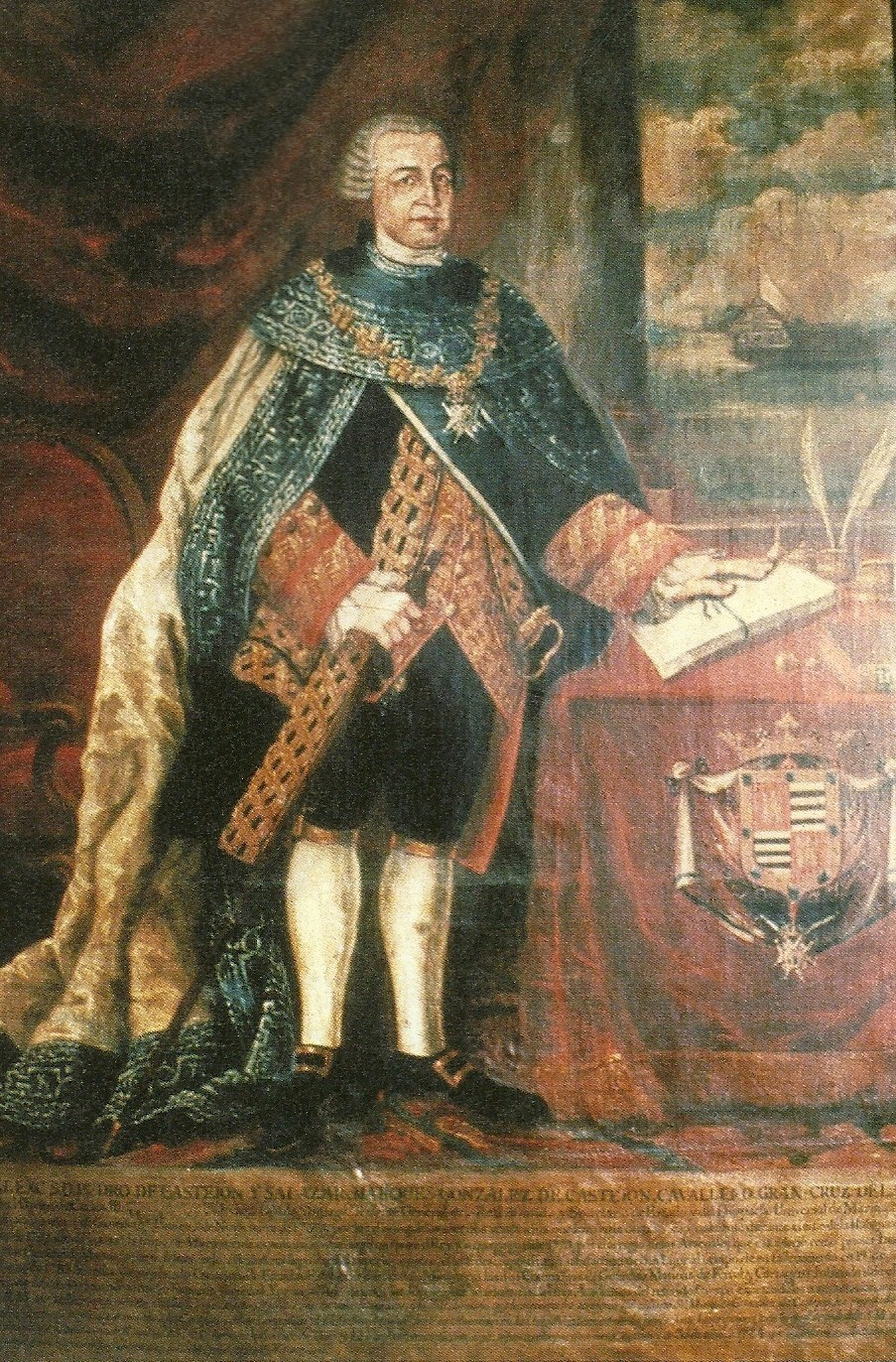
Pedro González de Castejón

Pedro González Castejón y Salazar (Tudela, 1719-Madrid, 1783), marino y militar español que alcanzó el grado de Teniente general de la Real Armada Española y fue el I marqués de González de Castejón.

## Biografía
Nació en 1719, y muy joven comenzó a prepararse para la vida de marino, así en 1737 sienta plaza de guardiamarina. Dos años más tarde de que Castejón sentara plaza se declara la guerra con Inglaterra y en 1740 es nombrado prematuramente oficial en el navío América en la escuadra de Miguel de Sada y Antillón, conde de Clavijo. Antes de que acabara ese año fue ascendido a alférez de fragata.
En 1741 pasa al barco Hércules siguiendo en la misma escuadra, más tarde pasa a la escuadra de Juan José Navarro. Participando en la batalla naval del cabo de Sicié. Regresa con la escuadra a Cartagena donde pasa por diversos barcos, para más tarde pasar al Ferrol. Pasa luego a América visitando los principales puertos de la América española. Tras varios años regresa a Cádiz donde es ascendido a teniente de navío en 1749, y un año más tarde es nombrado mayor general de la armada. Vuelve a América al bordo del barco Sorpresa, este viaje dura tres años, regresando a Cádiz en 1753.
En 1760 es ascendido a capitán de navío recibiendo el mando del navío Asia, y forma parte de la escuadra del marqués del Real Transporte. La escuadra se dirige a América y en 1762 se encuentra en La Habana cuando esta es atacada por los británicos. Castejón debe hundir su barco por orden de su superior para impedir que los ingleses entren en la isla.
Regresa a España y en 1762 se le confiere el navío Velasco, con el que debe de hacer la guerra del corso por el Mediterráneo, durante cinco años, hasta que en 1767 es nombrado subinspector de batallones. Tras ostentar durante un corto periodo de tiempo el mando del astillero de Guarnizo es nombrado jefe de escuadra en 1772 (el 18 de julio) y dos años más tarde en 1774 es ascendidio a teniente general de la armada.
En 1775 dirige la escuadra que participa en la expedición contra Argel. No ha acabado la campaña cuando regresa con la mayoría de la escuadra a Cartagena, para ir a la corte a tomar el puesto del bailío Julián de Arriaga que había fallecido. Castejón es por tanto nombrado secretario de estado de Marina.
Tras mejorar las condiciones de la marina, realizando entre otras muchas reformas abrir dos nuevas escuelas de guardiamarina en Cartagena y en Ferrol y aumentando la armada. Así con motivo de las hostilidades en América con los portugueses, Castejón no tardó en organizar una poderosa escuadra que conquistó la Isla de Santa Catalina y la Colonia del Sacramento. En Sacramento los españoles se apoderan de una importante escuadra británica. La campaña duró cinco años con suerte diversa para ambos bandos.
Castejón falleció en Madrid el 19 de marzo de 1783.